# Радошевич, Огнен
Огнен Радошевич (серб. Ognjen Radosevic; род. 1 августа 2003, Суботица, Воеводина) — сербский футболист, полузащитник клуба «Уйпешт».

## Клубная карьера
Радошевич — воспитанник клуба «Уйпешт». В 2023 году он был включён в заявку на сезон. В том же году Огнен на правах аренды перешёл в «Сентлёринц». 29 января в матче против МТК он дебютировал во Второй лиге Венгрии. По окончании аренды Радошевич вернулся в «Уйпешт». 2 февраля 2024 года в матче против МТК он дебютировал в чемпионате Венгрии. 11 февраля в поединке против «Диошдьёра» Огнен забил свой первый гол за «Уйпешт».